# Segunda Batalla de Seúl
La Segunda Batalla de Seúl fue la batalla para recuperar Seúl por parte de los surcoreanos de manos de los norcoreanos a finales de septiembre de 1950 en el marco de la guerra de Corea
El avance hacia Seúl fue lento y sangriento tras los primeros desembarcos en Inchon. El NKPA lanzó un ataque con tanques T-34 que rápidamente fueron emboscados y destruidos en el puerto de Incheon. Todo esto fue un intento de la NKPA de detener la ofensiva de las Naciones Unidas para dar tiempo a reforzar Seúl y retirar las tropas desde el sur. Aunque advirtió que la toma de Seúl permitiría al NKPA retirar el resto de las fuerzas del sur para escapar, MacArthur sentía que estaba obligado a cumplir las promesas hechas al gobierno de Corea del Sur de retomar la capital tan pronto como fuera posible.
En el segundo día de batalla, los buques que transportaban a la 7.ª División de Infantería del Ejército de los Estados Unidos llegó al puerto de Incheon. El general Almond estaba ansioso por conseguir bloquear a los norcoreanos y sitiar Seúl. En la mañana del 18 de septiembre, el 2º Batallón de la 32.º Regimiento de Infantería aterrizó en Incheon, llegando el resto del regimiento a pie al final del día. A la mañana siguiente, el 2.º batallón se trasladó para liberar a un batallón del Cuerpo de Marines de los Estados Unidos , que intentaban ocupar la zona sur, el flanco derecho de Seúl.
Mientras tanto, el 31.er Regimiento de la 7ª División llegó a la costa de Incheon. La responsabilidad de la zona sur de la carretera a Seúl pasó a la 7ª División a las 18:00 del 19 de septiembre. La 7.ª División de Infantería participó en los intensos combates con los soldados de Corea del Norte en las afueras de Seúl.
Antes de la batalla, Corea del Norte tenía una sola subdivisión de la fuerza en la ciudad, con la mayoría de sus fuerzas al sur de la capital. MacArthur supervisó personalmente el primer Regimiento de Marina que luchó por el norte de las posiciones de Corea en la carretera a Seúl. El mando de la llamada Operación Cromita se le dio al General Edward Almond. Fue objetivo de Almond para tomar Seúl el 25 de septiembre, exactamente tres meses después del inicio de la guerra.[cita requerida] El 22 de septiembre, los marines entraron en Seúl, ciudad fuertemente fortificada. Deseoso de anunciar la conquista de Seúl, Almond declaró la conquista de la ciudad el 25 de septiembre a pesar de que los marines estaban aún inmersos en numerosos combates callejeros (según sus testimonios, durante días pudo oírse el estallido y rechinar de artillería balas en los barrios del norte)